# Günthersleben-Wechmar
Günthersleben-Wechmar is een voormalige gemeente in de Duitse deelstaat Thüringen, en maakt deel uit van de Landkreis Gotha. De gemeente telde 3.033 inwoners op 2010. Günthersleben-Wechmar werd op 6 juli 2018 opgenomen in de gemeente Drei Gleichen.

## Bach-Stammhaus

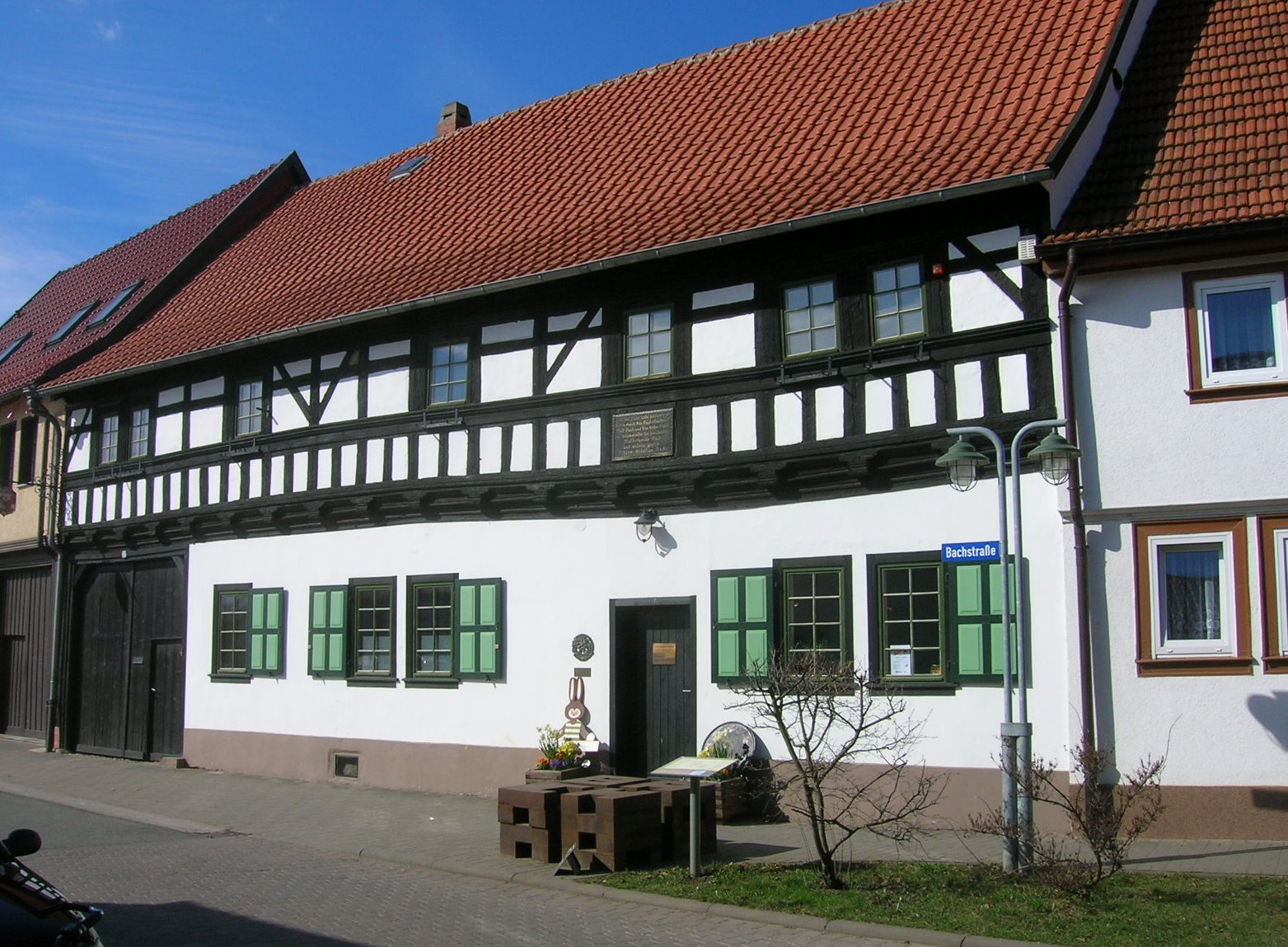
Bachhaus in Wechmar

Aan de Bachstraße in Wechmar bevindt zich de Oberbäckerei waar de stamvader Veit Bach van de grote muzikale familie en zijn zoon Hans leefden. Thans is het Bach-Stammhaus een museum over deze familie Bach.